# 短足石豆兰
短足石豆兰（学名：Bulbophyllum stenobulbon），为兰科石豆兰属下的一个种。

## 扩展阅读
維基物種上的相關：短足石豆兰